# Casabianca (Kolumbia)
Casabianca – miasto w Kolumbii, w departamencie Tolima.